# مغزلية زورقية
مغزلية زورقية (الاسم العلمي: Fusobacterium naviforme) هي نوع من البكتيريا يتبع جنس المغزلية من الفصيلة المغزلية.